# Menon (motorfiets)
Menon is een historisch motorfietsmerk.
Dit Italiaanse bedrijf in Veneto werd al in 1875 opgericht door Carlo Menon. Zijn beide zoons Carlo en Luigi zetten het bedrijf voort. Van 1896 tot 1898 fabriceerden ze behalve fietsen en tandems ook een kleine automobiel. De eerste fietsen met hulpmotor maakten ze pas na de Eerste Wereldoorlog.
In de jaren dertig bouwden ze modellen met 198cc-viertaktmotoren waarvan de cilinder naar voren helde. Daarnaast kwamen er 175cc-zijkleppers waarvoor voornamelijk JAP-motoren werden gebruikt. De laatste Menon was een 350cc-eencilinder.